# Монтроуз (Пенсилванија)
Монтроуз (енгл. Montrose) град је у америчкој савезној држави Пенсилванија.

## Демографија
По попису из 2010. године број становника је 1.617, што је 47 (-2,8%) становника мање него 2000. године.
| Група             | 2000.         | 2010.         |
| Белци             | 1.641 (98,6%) | 1.587 (98,1%) |
| Афроамериканци    | 8 (0,5%)      | 3 (0,2%)      |
| Азијати           | 1 (0,1%)      | 1 (0,1%)      |
| Хиспаноамериканци | 5 (0,3%)      | 17 (1,1%)     |
| Укупно            | 1.664         | 1.617         |